# FishVille
Fishville é um jogo eletrônico para o Facebook desenvolvido pela empresa dos Estados Unidos chamada Zynga, que permite criar um ou mais aquários e fazer crescer peixes de forma a depois darem XP ou dinheiro.